# André I da Hungria
André I da Hungria (Endre I da Hungria ou András I da Hungria, em húngaro) (c. 1016 - Batalha de Zirc, 1061) conhecido também como "André o Católico".

## Biografia
Foi rei da Hungria de 1047 até 1061. Durante o seu reinado, a Hungria foi reconhecida como um Estado independente. Ele foi destronado por seu irmão Bela I da Hungria, tendo morrido no decorrer da Batalha de Zirc.

## Relações familiares
Foi filho do Duque Basílio da Hungria. Casou-se a 1039 com Anastasia Jaroslawna Kijewskaja conhecida simplesmente como Anastácia, filha do grão-príncipe de Quieve Jaroslau I, o Sábio (978 - 20 de fevereiro de 1054) e de Ingegerde Olafsdottir da Suécia (c. 1001 - 10 de fevereiro de 1050), filha do rei Olavo, o Tesoureiro (960 - 1022) e de Estrid. Do seu primeiro casamento pagão com uma mulher originária da aldeia de Marót, teve:
1. George da Hungria, príncipe da Hungria, casado com, Agatha filha de Gundoph Podiebradius grão duque da boémia, filho primogénito do rei André I de um primeiro casamento pagão. Mais tarde André I converte-se ao Cristianismo e casa com a filha de Jaroslavl I o Sábio, sendo o seu primeiro casamento pagão considerado nulo pela igreja Cristã de Bizâncio.  Então o príncipe Jorge, filho primogénito de André I,  é obrigado a  exilar-se  e acaba na Escócia. Desta linha descendem os Drummond, da Escócia, Portugal e Brasil, da qual a Casa Real de Arpades foi reabilitada no ano de 2021, por decreto Real Natalino passado na Principesca Casa de Bessières, por Sua Alteza Fidelíssima Dona Lorena Peixoto Nogueira Rodriguez Martinez Salles Correa, a Duquesa D´Ístria e Par de França, chefe de Nome e de Armas da Principesca Casa de Bessiéres, intermediou a publicitação da  Casa Real de Arpades, após 720 anos in exilium, sendo o seu atual Chefe, aclamado em 2023, pelo seu corpo de nobreza de nome e de Armas da Casa Real de Arpades in exilium Dom Leopoldo Humberto Frederico Nóbrega de Drummond Ludovice,
2. Adelaide da Hungria (c. 1040 - 1062) casada por três vezes, uma com Erardo I de Brienne (c. 1090 – 1120),[4][5] outra com Bratislau II da Boémia (1032 - 14 de janeiro de 1092) e a terceira com André de Montdidier-Roucy (1040 - ?)
3. Salomão da Hungria, príncipe da Hungria.
4. David da Hungria, príncipe da Hungria.

## Árvore genealógica da Casa de Arpades
|-